# Cameroneta longiradix
Cameroneta longiradix är en spindelart som beskrevs av Robert Bosmans och Rudy Jocqué 1983. Cameroneta longiradix ingår i släktet Cameroneta och familjen täckvävarspindlar.
Artens utbredningsområde är Kamerun. Inga underarter finns listade.